# Macroprotodon
Macroprotodon — рід змій родини полозових (Colubridae). Представники цього роду мешкають в Північній Африці, Південній Європі та на Близькому Сході.

## Види
Рід Macroprotodon нараховує 4 види:
- Macroprotodon abubakeri Wade, 2001
- Macroprotodon brevis (Günther, 1862)
- Macroprotodon cucullatus (I. Geoffroy Saint-Hilaire, 1827)
- Macroprotodon mauritanicus Guichenot, 1850

## Етимологія
Наукова назва роду Macroprotodon походить від сполучення слів дав.-гр. μακρος — великий, довгий, πρωτο — перший, передній і οδους — зуб.